# Хрусталёв, Михаил Васильевич
Михаи́л Васи́льевич Хрусталёв (род. 22 октября 1972, Тихвин, Ленинградская область) — российский актёр театра, кино и дубляжа, ведущий радиостанций «Business FM Санкт-Петербург» и «Дорожное радио». Является универсальным диктором, читает рекламные тексты, аудиокниги, занимается дубляжом. Его голосом говорят персонажи мультфильмов и игровых фильмов.

## Биография
Михаил Хрусталёв родился 22 октября 1972 года в городе Тихвин. После окончания школы отправился учиться в военное училище, но вскоре ушёл оттуда. С 1989 по 1992 год он учился в Тихвинском литейном и механическом техникуме на техника.
В юности Хрусталёв основал группу «БраZилия». Музыканты писали песни, которые исполняли в ленинградских клубах. Заветной мечтой солиста было подписание контракта с Sony Music Entertainment.
В 1994 году поступил в Ленинградский областной колледж культуры и искусств на специальность «хоровое дирижирование». После получения диплома Михаил Хрусталёв объездил Европу в качестве солиста хора. В 1997 году он выступал в составе теноров под руководством известного дирижёра Мстислава Ростроповича.
Хрусталёв продолжил получать образование в Санкт-Петербургском государственном институте культуры на факультете эстрадного искусства. К тому времени он перестал участвовать в деятельности «БраZилии», пытался подработать в свободное время на стройке. На последнем курсе преподаватель пения обратился к Михаилу с предложением. От одной из петербургских радиостанций поступил запрос на запись джингла, на который был выбран Михаил Хрусталёв. После успешного сотрудничества Хрусталёв начал включаться в другие проекты. Постепенно его голос стал звучать на радио, а затем попал как на телевидение, так и на большие экраны.
Карьера Михаила Хрусталёва на «Дорожном радио» развивалась стремительно.

### Личная жизнь
Жена — Александра …
Сын — Илья, с первого по третий сезон вместе с отцом озвучивал персонажа Коржика в мультсериале «Три кота».

## Фильмография

### В ролях
- 2006 — «Морские дьяволы»
- 2008 — «Наследство»
- 2013 — «Тайны следствия-13»
- 2015 — «Погоня за прошлым»
- 2024 — Бит и Байт 2: Адские каникулы — диктор

### Озвучивание
- «Как я встретил вашу маму» (2005) — Тед Мосби
- «Котополис» (2008) — Кувалда, кот-боксёр[4]
- «А и Б» (2009)[4]
- «Носферату. Ужас ночи» (2010)
- «Чёрный квадрат» (2010—2013) — диктор, дающий справки о картинах / второстепенные персонажи
- «Мы купили зоопарк» (2011)
- «Смешарики. Начало» (2011) — Доктор Калигари (Гусен)
- «Атомный лес» (2012) — Стронций, Папа Йода
- «Смешарики. Новые приключения» (2012—2013) — Микки Поль (серия «Массы и расстояния») / диктор в игре («Умный дом»)
- «Как поймать перо Жар-Птицы» (2013)[4] — конь Златогривый / конь Яша
- «Смешарики. ПИН-Код» (2011—2017, 2019—2020) — Лис-телеведущий («Суперстирка») / Микки Поль (серия «Перепись — дело коллективное») / Мозгопраш («Трындоскоп со скидкой»)
- «Три богатыря. Ход конём» (2014) — Певец / живодёры
- «Рободзяки» (2014) — Жёлтый, Эхолот[4]
- «Крепость. Щитом и мечом» (2015)[4] — солдат Николай / диктор в конце фильма
- «Иван Царевич и Серый Волк 3» (2015) — Палк Палкович (Пал Палыч), пугало[3] (нет в титрах)
- «Летающие звери» (2012—2015)[4] — слон Прабу[5]
- «Машинки» — слон Прабу[4]
- «Малышарики» (2015—н.в.) — дополнительные голоса[6][7]
- «Три кота» (2015—2021)[4] — Папа[3][8], Телеведущий, Дядя Кекс, Начальник вокзала, Комментатор, Спортсмен, Официант, Папин брат, Кекс, Сотрудник
- «Погоня за прошлым» (2015)
- «Бабушка с крокодилом» (2016)[9]
- «Сказочный патруль» (2016—н.в.) — Волшебный паук (серия «Что умеют феи»)
- «Урфин Джюс и его деревянные солдаты» (2017) — Книга Гингемы
- «Дракоша Тоша» (2017—н.в.) — Торопыга и Терпение
- «Монсики» (2018—н.в.)[10] — Пиля, Говорящий цветок
- «Пиратская школа» (2018—2020) — Бобо, второстепенные персонажи[11]
- «Смешарики. Дежавю» (2018)[4] — Шорк (после попадания в Мезозой) / бандиты / глашатай / средневековый купец / рок-певец
- «Возвращение Саввы» (2018)[4]
- «Зоосадик»[4]
- «Приключения Пети и Волка» (2018—н.в.) — Николай Семёнович (дедушка Пети), второстепенные персонажи[12]
- «Академия Косми» (2020)[4]
- «Смешарики» (2020) — голос во сне Копатыча (серия «Вальхалла»)
- «Иван Царевич и Серый Волк 4» (2019) — корреспондент
- «Малышарики. Танцуем и поём!» (2019) — вокал
- «Кошечки-Собачки» (2020—н.в.) — папа Роберта, Арчи
- «Белка и Стрелка. Карибская тайна» (2020)[4] — медуза
- «Добрый день» (2020)
- «Полное погружение» (2020) — Альфа
- «Плюшевый Бум!» (2021)[13] — Макс
- «Панда и Крош» (2021) — Панда Хэхэ, Машинист, Искатель приключений, Прибор
- «Спорт Тоша» (2021—н.в.)
- «КидZ» (2021)[4]
- «ДиноСити» (2021—н.в.) — папа Завр, дедушка, Тим
- «Финник» (2022) — Финник[14][15]
- «Три кота и море приключений» (2022) — Папа
- «ФиксиКИНО. Вселенная приключений» (2022)
- «Три кота. Летние серии» (2022)
- «Три кота. Морские серии» (2022)
- «Барбоскины Team» (2022) — Ник
- «Геройчики» (2022—н.в.) — Воинственный плюшевый заяц Генерал Де-Кроль
- «Царство против разбойников» (2022) — Воевода
- «Отель у овечек» (2022—н.в.) — Дедушка
- «Колдуй отсюда» (2022—н.в.) — 'Артур

### Дубляж
- Рэмбо: Первая кровь (1982)[3]
- Лицо со шрамом (1983) — Банкир / Гектор-жаба / Бернштейн
- Чудеса на виражах (1990—1991) — Дуглас «Дуги» Бенсон
- Утиные истории: Заветная лампа (1990) — Джинн
- «Титаник» (1997)[16]
- Ким Пять-с-плюсом (2002—2007) — Феликс Рентон / Нэд
- В поисках Немо (2003)[16]
- Суперсемейка (2004)[3][16] — Бадди Пайн / Синдром
- Лагерь Лазло (2005—2008) — Лазло
- Мадагаскар (2005)[5]
- Сверхъестественное (2005—2020)[5] — Дин Винчестер[16](Lostfilm) Чак (Кравец-Рекордз)
- Маленькие эйнштейны (2005—2010) — диктор
- Тачки (2006) — Вуди
- Лесная братва (2006)[16]
- Клуб Микки Мауса (2006—2016) — Гуфи (1 сезон)
- Поворот не туда-2: Тупик (2007)[3]
- Астерикс и Обеликс на олимпийских играх (2008)[5][3]
- Замурованные в стекле (2008)[3]
- Знакомьтесь: Дэйв (2008)[3]
- Сезон охоты 2 (2008)[3]
- Мадагаскар 2 (2008)[5]
- Короли улиц (2008)[16]
- ВАЛЛ-И (2008)[16]
- Сезон охоты 2 (2008)[3]
- Ученик чародея (2010)[16]
- Как приручить дракона (2010) — Сморкала[3]
- Ниндзяго.Мастера кружитцу (2011) — Дарет (15 сезон) / бирюзовый ниндзя
- Тачки 2 (2011) - Александр Хьюго, Владимир Транков
- Самолёты (2013) — Колин Регби
- Викинги (2013—2020) — Рангар[17]
- Как приручить дракона 2 (2014) — Сморкала
- Макбет (2015)[16]
- Изгой-один. Звёздные войны: Истории (2016)[16]
- Планета обезьян: Война (2017)[16]
- Тачки 3 (2017) — Кэл Уэзерс[18]
- Тайна Коко (2017) — Эрнесто де ла Крус[19][20]
- Утиные истории (2017—2021) — Фентон Крякшелл-Кабрера / Утко-робот «Гизмо»
- «Босс-молокосос: Снова в деле» (2018—2020) — Босс-молокосос
- Ральф против интернета (2018) — сетевой фильтр
- Суперсемейка 2 (2018)[21][22] — Боб Парр / Мистер Исключительный[23][24]
- Как приручить дракона 3 (2019) — Сморкала
- Король Лев (2019)[5][22] — Тимон[3]
- Райя и последний дракон (2021) — Данг Хай[25]
- Круэлла (2021) — второстепенные персонажи
- Лука (2021) — священник / карточный игрок / злой рыбак
- Митчеллы против машин (2021) — Марк Боуман
- Виво (2021) — Лютадор / второстепенные персонажи
- Команда котиков (2021) — Бенджи
- Энканто (2021) — Феликс Мадригаль[26]
- Веном 2 (2021) — Патрик Маллиган[27]
- Монстры на каникулах 4: Трансформания (2022) — второстепенные персонажи
- Анчартед: На картах не значится (2022) — Гейдж / охранник музея[28]
- Плохие парни (2022) — Мистер Акула[29]
- Удача (2022) — Боб
- Нападение на Рио Браво (2023) — Остин Картер
- Леди Баг и Супер-Кот: Пробуждение силы (2023) — Ван Фу[30][31]
- Супермозг (2023) — Вирджил
- Звериный рейс (2024) — Том
- Идеальные друзья (2024) — Том

## Награды
| Награда | Год  | Категория | Результат |
| ------- | ---- | --------- | --------- |
| Икар    | 2023 | Актёр     | Номинация |